# 科罗廖夫环形山
科罗廖夫环形山(Korolev)是月球背面一座巨大的撞击坑，约形成于酒海纪代，其名称取自苏联科学家、火箭技术设计师谢尔盖·帕夫洛维奇·科罗廖夫(1907年-1966年)，1970年被国际天文联合会正式批准接受。火星上也一座以他名字命名的撞击坑。

## 描述

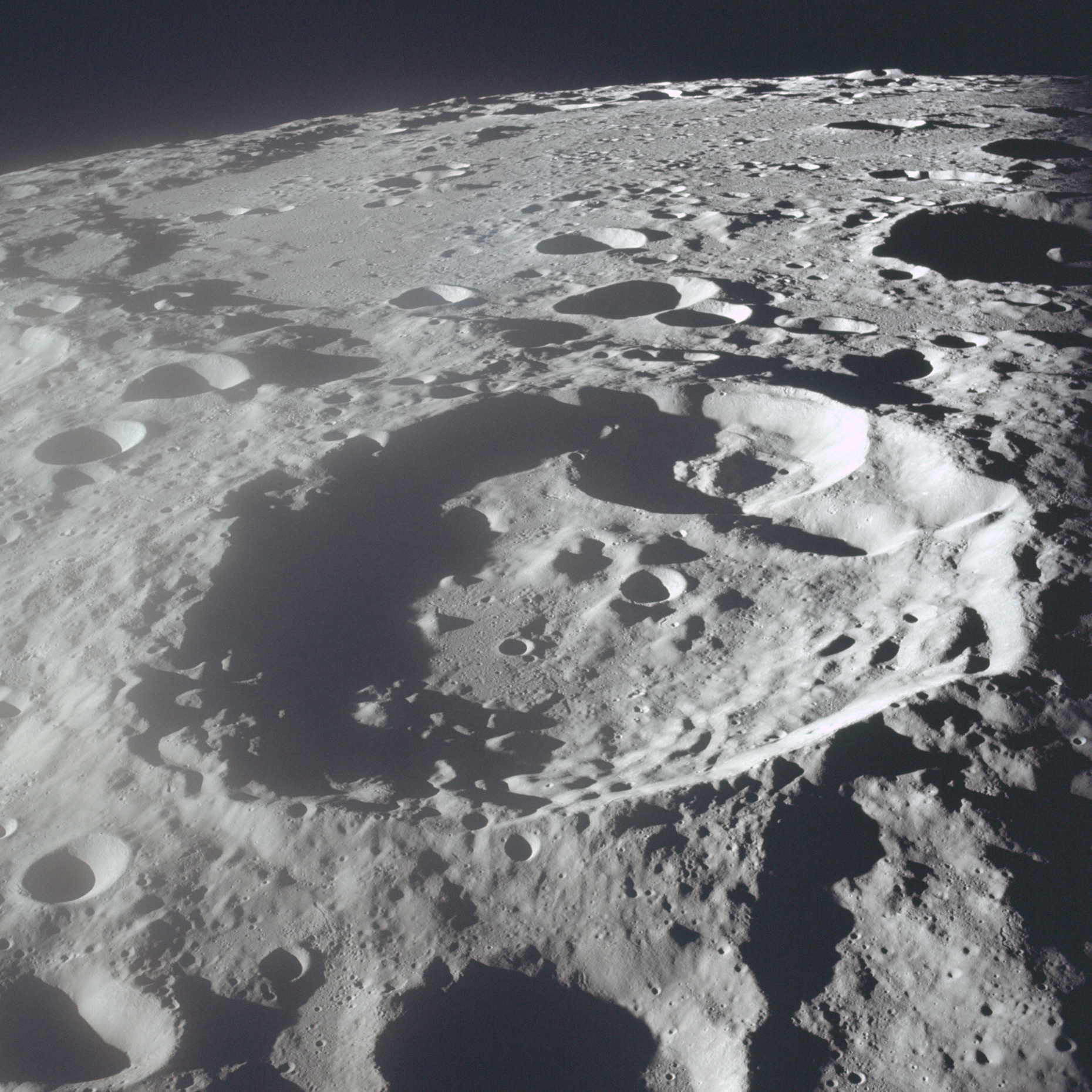
阿波罗17号拍摄

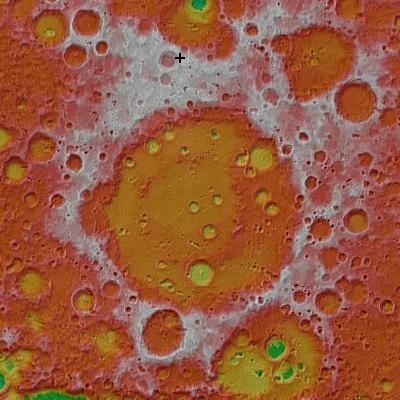
月球勘测轨道飞行器激光高度计获取的高程图，十字处指示为月球表面上的最高点。

该陨坑西北毗邻康格里夫环形山、北面靠近恩格尔伽特陨石坑，灿德尔环形山和基巴利契奇环形山位于它的东北、东侧坐落着季米里亚泽夫环形山、科罗廖夫环形山的南部与多普勒环形山相连、东南和西南分别为伽罗瓦环形山和克鲁克斯陨石坑。该环形山中心月面坐标为4°11′S 157°25′W / 4.19°S 157.41°W，直径423.4公里，深度3.3公里。
科罗廖夫环形山与赫茨普龙环形山、阿波罗环形山一起构成了月球三座巨大的圆形结构体并成为月球背面前十大(直径超200公里)陨石坑。
科罗廖夫环形山的外环已严重磨损和侵蚀，宽阔的外侧壁及低矮的内壁坡上重叠着众多的小陨坑，环形山内地表较周边地形更平坦，但麻脸般地布满大小不一的各类撞击坑，这些内部陨坑中最大的是位于南侧直径58公里的"科罗廖夫 M"和附靠在东北内壁上直径68公里的"科罗廖夫 C"。
科罗廖夫环形山内坐落着第二大坑的残迹-内环，直径约为外环的一半，其中东半部保存最完整，在地表形成一座弯曲的弧状山脊。内环中没有中央峰之类的构造，但坐落着卫星坑"科罗廖夫 B"、"科罗廖夫 T"、"科罗廖夫 L"。
它的地质龄估计为37亿年，因此，应归属于晚雨海世，但根据其它方面的推断，它应形成于更早的酒海纪。
直到1970年国际天文联合会正式命名前，该撞击坑一直被称为"盆地 XV"
。在它的南面是大小类似的狄利克雷-杰克逊盆地。
科罗廖夫环形山的北面，位于北纬5.4°、东经201.4°处，是高达10786米的月面最高点(距0°的月球中心1737400米)。

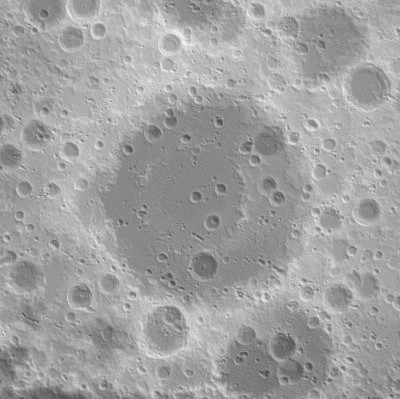
地形图
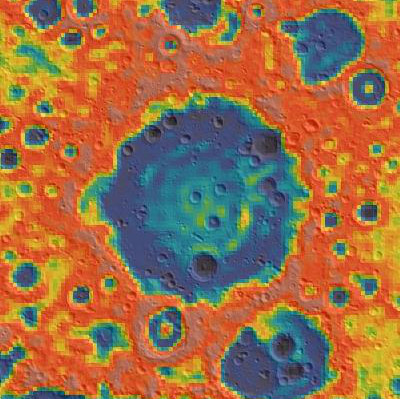
根据圣杯号数据绘制的重力图

## 视图

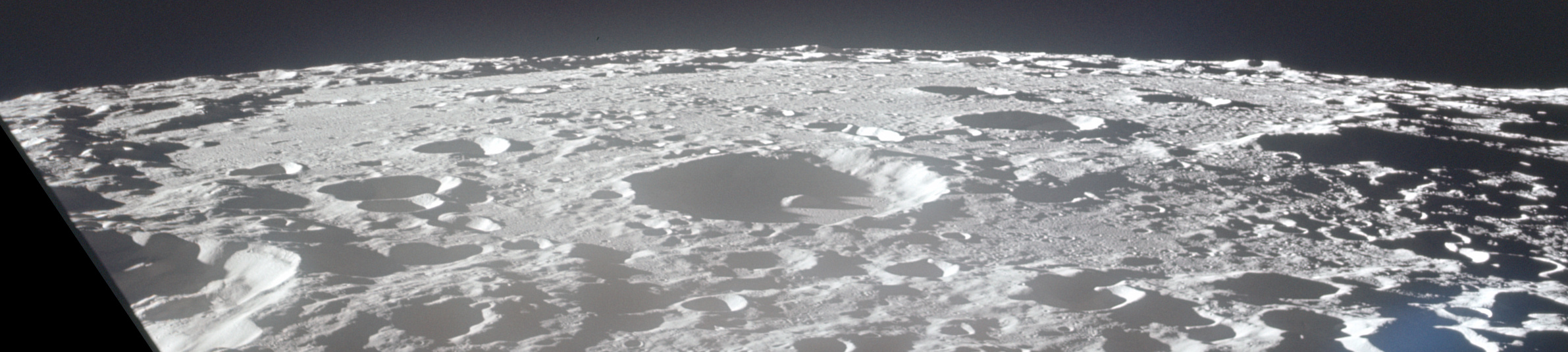
宽达437公里的科罗廖夫盆地斜视图, 1972年阿波罗17号 拍摄，面朝北。

## 卫星陨石坑
按惯例，最靠近科罗廖夫环形山的卫星坑在月图上以字母标注在该坑中心点的旁边。

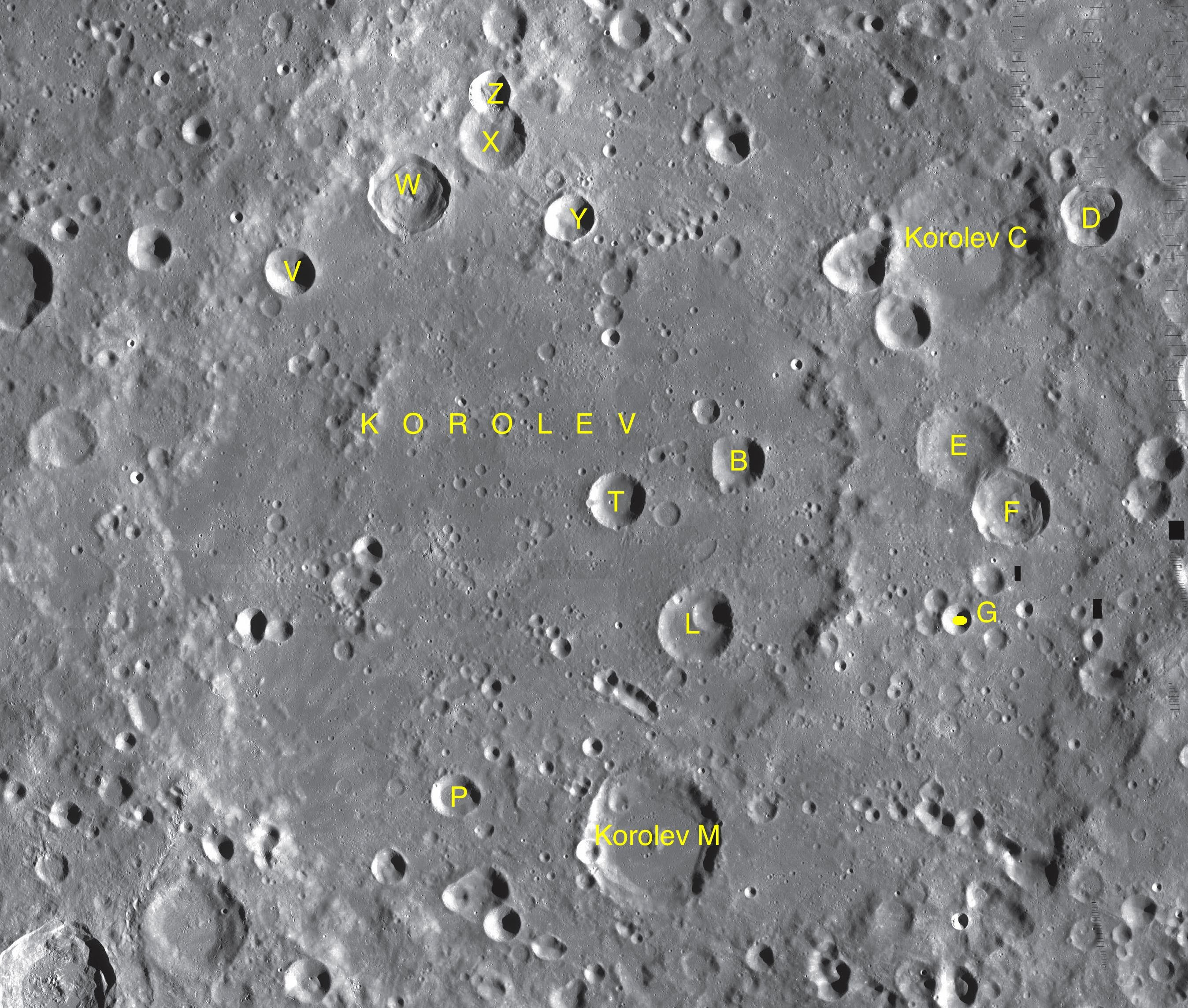
LAC-69、LAC-87及LAC-85拼接图

| 科罗廖夫 | 月面坐标                          | 直径, 公里 |
| -------- | --------------------------------- | ---------- |
| B        | 3°40′S 156°17′W / 3.66°S 156.29°W | 21         |
| C        | 0°44′S 153°13′W / 0.73°S 153.22°W | 66         |
| D        | 0°29′S 151°45′W / 0.48°S 151.75°W | 24         |
| E        | 3°26′S 153°23′W / 3.43°S 153.38°W | 37         |
| F        | 4°15′S 152°44′W / 4.25°S 152.74°W | 30         |
| G        | 5°40′S 153°28′W / 5.67°S 153.46°W | 12         |
| L        | 5°44′S 156°49′W / 5.74°S 156.81°W | 31         |
| M        | 8°30′S 157°22′W / 8.50°S 157.37°W | 57         |
| P        | 7°56′S 159°56′W / 7.93°S 159.94°W | 18         |
| T        | 4°08′S 157°50′W / 4.14°S 157.84°W | 22         |
| V        | 1°13′S 162°04′W / 1.21°S 162.06°W | 19         |
| W        | 0°11′S 160°32′W / 0.18°S 160.53°W | 31         |
| X        | 0°34′N 159°26′W / 0.56°N 159.44°W | 27         |
| Y        | 0°31′S 158°27′W / 0.52°S 158.45°W | 19         |

## 另请参阅
- 小行星1855 科罗廖夫
- 科罗廖夫撞击坑 (火星)